# Паянтов градеж
Паянтовият градеж е начин на строителство на сгради, при който се използват носещи стени с дървена скелетна конструкция.
Скелетът обикновено е съставен от вертикални колони, наклонени (паянти) или хоризонтални елементи между тях и обединяваща ги горна греда (настеница), като празнините между дървените елементи се запълват с различни материали. Стените могат да бъдат изцяло покрити с мазилка или дъски или дървеният скелет да остава видим – характерен стил в традиционната архитектура на Централна Европа, където е известен като фахверк.
Паянтовият градеж е преобладаващ в традиционната българска архитектура до развитието на серийното производство на тухли в средата на XX век. Той често е съчетаван с каменна зидария, използвана за приземните етажи или за стени, на които е разположено огнище. Типично празнините на дървения скелет са запълвани с плет и глина (в по-ново време с кирпич или тухли).